# Mount Goldthwait
Mount Goldthwait är ett berg i Antarktis. Det ligger i Västantarktis. Chile gör anspråk på området. Toppen på Mount Goldthwait är 3 815 meter över havet.
Terrängen runt Mount Goldthwait är bergig åt sydost, men åt nordväst är den kuperad. Trakten är obefolkad. Det finns inga samhällen i närheten.